# Шаг за шагом (телесериал, США)
«Шаг за шагом» (англ. Step by Step) — американский комедийный телесериал, который транслировался на ABC с 20 сентября 1991 по 15 августа 1997 года, а затем на CBS с 19 сентября 1997 до 26 июня 1998 года. В ситкоме снялись Патрик Даффи и Сюзанна Сомерс в ролях двух родителей-одиночек, которые связывают себя браком во время отпуска и вследствие этого съезжаются и вместе воспитывают шестерых детей.
Ситком дебютировал в рамках пятничного блока TGIF. Когда рейтинги шоу начали стремительно падать в шестом сезоне, канал закрыл проект. В 1997 году, вместе с «Дела семейные», шоу было подобрано CBS для ещё одного сезона, после которого ситком вновь был закрыт.
Шоу производилось Lorimar Television, которые работая над ним искали на главные роли телезвёзд из 1970-х, известных прежде всего внешностью, а не актёрскими способностями. Даффи присоединился к шоу благодаря общей сделки со студией, по которой после завершения «Далласа» он должен был быть обеспечен другим сериалом. Сомерс, славившаяся титулом проблемной в работе актрисы, в свою очередь получила шанс реабилитировать свою телекарьеру. В шоу также снялся Саша Митчелл в роли племянника персонажа Даффи, и был уволен из ситкома в ходе производства пятого сезона из-за обвинений в домашнем насилии.